# Egesia di Magnesia
Egesia di Magnesia (in greco antico: Ἡγησίας ὁ Μάγνης?, Hēgēsías ho Mágnēs; in latino Hegesias; Magnesia sul Sipilo, III secolo a.C. – ...) è stato un retore e storico greco antico.
Dionigi di Alicarnasso e Cicerone parlano di lui in termini sprezzanti, per la sua prosa ritmata ed affettata, che ne fece un retore famoso e fu considerato il fondatore di quel nuovo stile insolito e manierato, che andrà poi sotto il nome di asianismo.
Di lui sappiamo che scrisse una Storia di Alessandro Magno, di cui sono rimasti 11 frammenti, caratterizzati da una prosa ritmata e retorica e da elementi romanzeschi.